# Pawężnicy

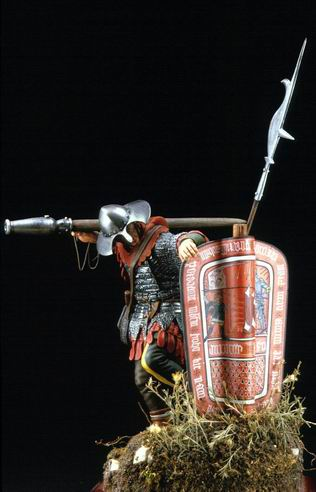
Pawężnik husycki z 1429

Pawężnicy – w średniowieczu żołnierze piechoty wyposażeni w pawęże, czyli duże tarcze w kształcie czworokąta.
Pawężnicy pełnili ważną rolę w wojsku husytów. Od połowy XV wieku w wojsku polskim. Przeciętnie w skład polskiej roty pieszej wchodziło 20% pawężników, do zadań których należała osłona kuszników. Od końca XV wieku ich liczba w piechocie polskiej stopniowo malała. W pierwszej połowie XVI wieku zastąpieni przez pieszych pikinierów.